# Daniel Batham & Son Ltd
Daniel Batham & Son Ltd (även Delph Brewery) är ett bryggeri i Brierley Hill, Dudley, West Midlands, Storbritannien. Bryggeriet invigdes 1877, i ett hus som tidigare hade varit ett slakthus.